# アーニー・メリック
アーネスト・メリック (Ernest Merrick OAM、1953年1月15日 - ) は、スコットランド・エディンバラ出身の元サッカー選手、サッカー指導者。

## 経歴

### メルボルン・ビクトリー
2005-06年シーズンは、オーストラリア代表のアーチー・トンプソンとケビン・マスカットや、ジェフリー・クレイズとリチャード・キッツビヒラーといった2人のヨーロッパの代表経験者がチームに加わり、ファンからの期待は高かった。しかし、チームは13試合のうち3試合しか勝てず、8チーム中7位でシーズンを終えた。
2006-07年シーズンは、2位のアデレード・ユナイテッドに勝ち点12の差をつけAリーグレギュラーシーズン王者を勝ち取った。2月18日にテルストラドームで行われた Aリーグ・グランドファイナルでアデレード・ユナイテッドと対戦し、アーチー・トンプソンが5得点を決める活躍などにより6-0で勝利した。
2007-08年シーズンは、レギュラーシーズンで5位に終わった。
AFCチャンピオンズリーグ2008のグループステージでは、ガンバ大阪に次ぐ2位に終わった。
2008-09年シーズンは3位。グランドファイナルでは、アデレード・ユナイテッドを1対0で破り、2回目の王座を獲得した。
2009-10年のシーズンは、シーズン終盤の主力選手の離脱にもかかわらず、再びグランドファイナルに進出。シドニーFCとの延長戦の末に、マスカットとマルビン・アングロがPKを失敗したため、優勝を逃した。

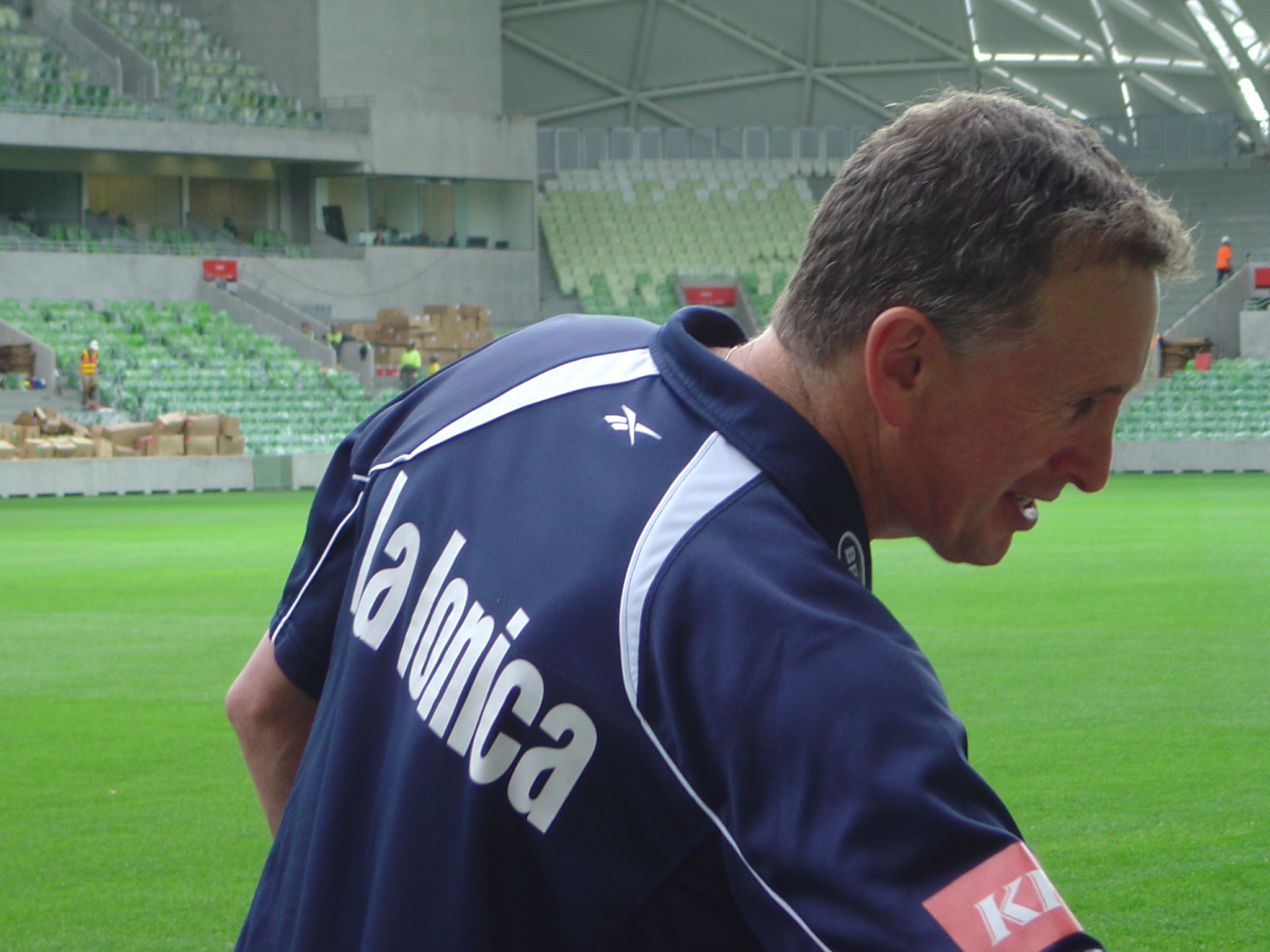
2010年のメリック

2011年3月12日に、ACLでガンバ大阪に1-5で敗れたことにより、解任された。

### 香港代表
2011年12月16日、香港サッカー協会は、新しい代表監督としてメリックを任命した 。2012年10月26日、監督を退任した。

### ウェリントン・フェニックス
2013年5月20日、ウェリントン・フェニックスの監督として2年契約が発表され、3年目はオプションが付いていた。2年目に、勝ち点46で3位にチームを導き、この功績から3年間の契約延長に署名した。
2016年12月5日、アデレード・ユナイテッドに0対2で敗れた後、監督を辞任した。

### ニューカッスル・ジェッツ
2017年5月、ニューカッスル・ジェッツが2016-17シーズンでリーグ最下位に終わった後、マーク・ジョーンズが解任され、メリックはニューカッスル・ジェッツの新しい監督として発表された。メリックは、1月の移籍市場でクラブの得点王であったアンドリュー・ナバウトを失ったにもかかわらず、1年目にチームをグランドファイナルに導いた。ジェッツはメルボルン・ビクトリーと対戦し、物議をかもしたVAR判定の影響もあり敗れた。翌年、シドニーFCはメリックにオファーを出したが、彼は断り、2018年4月17日にメリックは契約を更新し、2019-20年シーズン終了までジェッツに留まった。グランドファイナルからの12か月間で移籍により7人の主力選手を失い、新加入のウェズ・フーラハンと主将のナイジェル・ブオガードの長期離脱により、クラブの成績は悪化し、2020年1月6日に解任された。

## タイトル

### 指導者時代
メルボルン・ビクトリーFC
- Aリーグレギュラーシーズン：2回（2006-07、 2008-09）
- Aリーグファイナルシリーズ：2回（2006-07、 2008-09）
- Aリーグ・プレシーズンチャレンジカップ：1回（2008）

個人
- Aリーグ年間最優秀監督：2回（2006-07、 2009-10）
- オーストラリア勲章（英語版）：2014 [9]